# Leština u Světlé
Leština u Světlé (německy Leschtina) je obec v okrese Havlíčkův Brod v Kraji Vysočina. Žije zde 547 obyvatel. Pod obec spadají osady Dobrnice, Leština u Světlé, Štěpánov a Vrbice. Protéká tudy potok Leština, který se u jihovýchodního okraje obce vlévá zprava do říčky Sázavky. Při severozápadním okraji Leštiny se rozprostírá Leštinský rybník.
Obcí prochází železniční trať Kolín – Havlíčkův Brod, na které je zřízena stejnojmenná stanice, a silnice druhé třídy II/130 a II/346.

## Historie
První písemná zmínka o obci pochází z roku 1327.
| Rok            | 1869 | 1880 | 1890 | 1900 | 1910 | 1921 | 1930 | 1950 | 1961 | 1970 | 1980 | 1991 | 2001 | 2014 |
| Počet obyvatel | 1158 | 1120 | 1094 | 1098 | 962  | 961  | 1002 | 800  | 813  | 756  | 694  | 635  | 636  | 599  |

## Památky
- Hřbitovní kostel Všech svatých v Dobrnicích z konce 17. století.
- sýpka

## Pověsti
Hradní pán Burian Trčka z Lípy rád pojídal raky, a proto mu jich dva plné koše donesli dobrničtí k narozeninám. Pán Trčka měl z dárku takovou radost, že Dobrnicím věnoval velkou odměnu, za niž si obec pořídila nový zvon do kostela sv. Kříže. Jeho hlas prý na věky volal: „Za raky, za raky!“